# 王行瑜
王 行瑜（おう こうゆ、? - 895年）は、唐末の人物。邠州の人。

## 生涯
王行瑜は、当初、邠州節度使朱玫の武将であり、列校となった。
僖宗の光啓2年（886年）、朱玫が粛宗の玄孫の襄王李熅を即位させて「建貞」に改元すると、5万の兵を率いて鳳翔の僖宗を追撃した。王行瑜は連戦連敗したため、朱玫から問責されることを恐れるとともに、枢密使の楊復恭が朱玫を殺した者を代わりの節度使に任ずるとの懸賞をかけていたため、同年12月、王行瑜は朱玫を討伐して殺害し、その兵を手中に収めたが、時は厳冬であり、凍死した農民の死体が地に横たわっていた。僖宗は、王行瑜を邠寧節度使に任命した。
昭宗の景福元年（892年）、鳳翔節度使の李茂貞と連合して、山南西道節度使の楊守亮を討伐し、その治所である漢中を攻略した。また、王行瑜は、李茂貞と華州の鎮国軍節度使の韓建とともに、王珙を支持して河中節度使を継任させようとしたが、これを果たせなかったため、王行瑜・李茂貞・韓建は、京師に迫った。王行瑜と李茂貞の軍勢は、いずれも連戦の経験があり、昭宗は相手とならず、3人の将が迫るところなり、宦官の西門君遂と宰相の杜譲能を殺害し、王行瑜は鉄券を賜与された。
乾寧2年（895年）、王行瑜が侍中兼中書令となって権力を掌握し、さらに尚書令にも任命するよう要求したところ、韋昭度は昭宗に密奏し、「太宗（李世民）は、尚書令となって政治を執り行い、ついに即位されたため、尚書令の位は人臣に授けるべきものではありません。ただ、郭子儀のみは大功があって尚書令を拝しましたが、終生これを避けて譲っておりました。したがって、王行瑜を尚書令に任ずるなどということは、軽々しく議論すべきことではありません」と述べた。ここにおいて、昭宗は、李磎を宰相に任じ、王行瑜に尚父の位を加えた。王行瑜は真相を知って大いに恨み、李茂貞・韓建とともに韋昭度・李磎を殺害し、昭宗の廃位を企てた。李克用が勤王の兵を率いて南下すると、11月、李克用の大将の符存審が龍泉寨を攻撃した。王行瑜は梨園寨に逃亡し、さらに邠州へと逃げ帰り、李克用に対して降伏を申し出たが、これを拒絶された。王行瑜は城を捨てて慶州へと逃亡したが、部下に殺害されて、首は京師に送られた。